# Куликов, Александр Дмитриевич
Алекса́ндр Дми́триевич Кулико́в (р. 3 декабря 1950) — российский политический деятель. Депутат Государственной думы второго (1995—1999), третьего (1999—2003) и пятого созывов (с 2007), член фракции КПРФ.

## Биография
Родился 3 декабря 1950 года в Липецке в рабочей семье. В 1972 году окончил Липецкий государственный педагогический институт, получив диплом учителя физики. Служил в правоохранительных органах г. Волжский на должностях от рядового патрульно-постовой службы, работника уголовного розыска до заместителя начальника службы по работе с личным составом Волгоградского областного управления внутренних дел. Полковник милиции.
В 1980—1981 годах принимал участие в боевых действиях в Афганистане в составе отряда специального назначения МВД СССР.
С 1991 года возглавил Волжский городской совет народных депутатов. После выхода указа № 1400 выступил с его критикой. После событий сентября-октября 1993 года уволен с занимаемых должностей в горсовете и органах внутренних дел.
С января 1995 года по декабрь 1995 года — первый секретарь Волжского городского комитета КПРФ. В ноябре 1995 года был выдвинут кандидатом в депутаты Государственной думы по Волжскому одномандатному избирательному округу № 68 от КПРФ. В округе баллотировалось 14 кандидатов, в голосовании приняли участие 66,41 % зарегистрированных избирателей. Получив 30,87 % голосов, Куликов победил на выборах, опередив А. С. Шаронова, директора средней школы № 1 г. Волжского с 8,40 % голосов, и В. Ф. Молчанова, заместителя главного редактора газеты «Правда Жириновского» с 8,23 %. В Государственной думе членом комитета по безопасности, являлся членом временной комиссии Межпарламентской ассамблеи государств — участников СНГ по борьбе с организованной преступностью. Куликов также являлся председателем Комиссии Государственной думы по проверке фактов участия должностных лиц органов государственной власти Российской Федерации в коррупционной деятельности (с апреля 1997 года), членом специальной комиссии Государственной думы по проверке обоснованности обвинений, выдвинутых против президента Ельцина (комиссия по импичменту), депутатом Парламентского собрания Союза России и Белоруссии.
С 1997 года по 2000 год — секретарь волгоградского областного комитета КПРФ. В 1996 году окончил экономический факультет Академии государственной службы при Президенте РФ. В 2000 году окончил юридический институт МВД России.
19 декабря 1999 года избран депутатом Государственной думы третьего созыва. Был заместителем председателя комитета по безопасности, заместителем председателя постоянной комиссии Госдумы по борьбе с коррупцией, председателем рабочей группы по взаимодействию с Генеральной прокуратурой России. За период работы в Думе принял участие в разработке 49 законопроектов, из которых 10 было принято.
В апреле 2002 года входил в группу депутатов, направивших на рассмотрение в Государственную Думу РФ законопроект № 200212-3, которым предусматривалось оставить государственной ведомственной охране право осуществлять охрану только объектов государственной формы собственности. 10.12.2002 депутаты отозвали законопроект.
В 2004 году работал заместителем губернатора Ивановской области. В 2005 году — заместитель руководителя представительства администрации Волгоградской области при Правительстве РФ. С апреля 2007 года — советник председателя ЦК КПРФ Г. А. Зюганова.
В 2007 году был избран депутатом Государственной думы пятого созыва от КПРФ. Член комитета по безопасности, член комиссии по рассмотрению расходов федерального бюджета, направленных на обеспечение обороны и государственной безопасности. Член комиссии по законодательному обеспечению противодействия коррупции.
В ноябре 2008 года вошёл в состав Центрального комитета КПРФ. Председатель комиссии при президиуме ЦК КПРФ по противодействию коррупции в России.
В 2011 году избран депутатом Государственной думы шестого созыва от КПРФ, является заместителем председателя комитета ГД по гражданскому, уголовному, арбитражному и процессуальному законодательству.
В 2013 году вошёл в состав Оргкомитета по подготовке и проведению памятных мероприятий, посвященных 20-летию расстрела Съезда народных депутатов России и Верховного Совета РФ.
Имеет государственные, партийные, ведомственные и общественные награды. Женат, две дочери. С 2005 года проживает в Москве.